# Homidia
Genre
Homidia est un genre de collemboles de la famille des Entomobryidae.

## Liste des espèces
Selon Checklist of the Collembola of the World (version du 10 septembre 2019) :
- Homidia allospila (Börner, 1909)
- Homidia amethystinoides Jordana & Baquero, 2010
- Homidia anhuiensis Li & Chen, 1997
- Homidia apigmenta Shi, Pan & Zhang, 2010
- Homidia chosonica Szeptycki, 1973
- Homidia chrysothrix Yosii, 1942
- Homidia cingula (Börner, 1906)
- Homidia dianbaiensis (Lin, 1985)
- Homidia emeiensis Jia, Chen & Christiansen, 2004
- Homidia fascia Wang & Chen, 2001
- Homidia flava Yosii, 1953
- Homidia flavonigra Szeptycki, 1973
- Homidia formosana Uchida, 1943
- Homidia fujiyamai Uchida, 1954
- Homidia glassa Nguyen, 2001
- Homidia grisea Lee & Lee, 1981
- Homidia haikea (Christiansen & Bellinger, 1992)
- Homidia heugsanica Lee & Park, 1984
- Homidia hexaseta Pan, Shi & Zhang, 2011
- Homidia hihiu (Christiansen & Bellinger, 1992)
- Homidia hjesanica Szeptycki, 1973
- Homidia huashanensis Jia, Chen & Christiansen, 2005
- Homidia insularis (Carpenter, 1904)
- Homidia jordanai Pan, Shi & Zhang, 2011
- Homidia kali (Imms, 1912)
- Homidia koreana Lee & Lee, 1981
- Homidia laha (Christiansen & Bellinger, 1992)
- Homidia lakhanpurensis Baquero & Jordana, 2015
- Homidia latifolia Chen & Li, 1999
- Homidia leei Chen & Li, 1997
- Homidia linhaiensis Shi, Pan & Qi, 2009
- Homidia mediaseta Lee & Lee, 1981
- Homidia minuta Kim & Lee, 1995
- Homidia multidentata Nguyen, 2005
- Homidia munda Yosii, 1956
- Homidia nigra Lee & Lee, 1981
- Homidia nigrifascia Ma & Pan, 2017
- Homidia nigrocephala Uchida, 1943
- Homidia obliquistria Ma & Pan, 2017
- Homidia obscura Yosii, 1955
- Homidia pentachaeta Li & Christiansen, 1997
- Homidia phjongjangica Szeptycki, 1973
- Homidia polyseta Chen, 1998
- Homidia pseudofascia Pan, Zhang & Li, 2015
- Homidia pseudoformosana Kang & Park, 2012
- Homidia pseudosinensis Shi & Pan, 2012
- Homidia qimenensis Yi & Chen, 1999
- Homidia quadrimaculata Pan, 2015
- Homidia quadriseta Pan, 2018
- Homidia rosannae Jordana & Baquero, 2010
- Homidia sauteri (Börner, 1909)
- Homidia sichuanensis Jia, Zhang, Zhao & Jordana, 2010
- Homidia similis Szeptycki, 1973
- Homidia sinensis Denis, 1929
- Homidia socia Denis, 1929
- Homidia sotoi Jordana & Baquero, 2010
- Homidia speciosa Szeptycki, 1973
- Homidia subcingula Denis, 1948
- Homidia taibaiensis Yuan & Pan, 2013
- Homidia tiantaiensis Chen & Lin, 1998
- Homidia tibetensis Chen & Zhong, 1998
- Homidia transitoria Denis, 1929
- Homidia triangulimacula Pan & Shi, 2015
- Homidia unichaeta Pan, Shi & Zhang, 2010
- Homidia xianjuensis Wu & Pan, 2016
- Homidia yandangensis Pan, 2015
- Homidia yoshiii Jordana & Baquero, 2010
- Homidia zhangi Pan & Shi, 2012
- Homidia ziguiensis Jia, Chen & Christiansen, 2003

## Publication originale
- Börner, 1906 : Das System der Collembolen nebst Beschreibung neuer Collembolen des Hamburger Naturhistorischen Museums. Jahrbuch der Hamburgischen Wissenschaftlichen Anstalten, vol. 23, no 2, p. 147-186 (texte intégral).